# (10050) Rayman
(10050) Rayman es un asteroide perteneciente al cinturón de asteroides descubierto por Eleanor Francis Helin el 28 de junio de 1987 desde el observatorio del Monte Palomar, Estados Unidos.

## Designación y nombre
Rayman se designó al principio como 1987 MA1.
Más tarde, en 2000, fue nombrado en honor del ingeniero estadounidense Marc D. Rayman.

## Características orbitales
Rayman está situado a una distancia media del Sol de 2,685 ua, pudiendo alejarse hasta 3,404 ua y acercarse hasta 1,966 ua. Su excentricidad es 0,2677 y la inclinación orbital 12,22 grados. Emplea 1607 días en completar una órbita alrededor del Sol. El movimiento de Rayman sobre el fondo estelar es de 0,224 grados por día.

## Características físicas
La magnitud absoluta de Rayman es 13,5. Tiene 10,82 km de diámetro y se estima su albedo en 0,0722.